# Башня Пирелли
Башня Пирелли (итал. Grattacielo Pirelli) — высотное здание в Милане, долгое время являвшееся вторым по высоте в Италии (после туринской Моле-Антонеллиана).
В 1950 году Альберто Пирелли, президент концерна «Пирелли», выступил с идеей строительства первого итальянского небоскрёба на том месте, где в XIX веке находились первые производственные мощности его компании.
Башню Пирелли спроектировал Джио Понти при участии Пьера Луиджи Нерви, который настоял на революционном отходе от традиционной для небоскрёбов того времени прямоугольной формы.
На строительство 127-метрового офисного здания ушло свыше 60000 тонн бетона. Основная часть строительных работ была осуществлена в 1956-1960 годы. 

## Происшествия
18 апреля 2002 года в башню Пирелли врезался любительский самолёт; трое человек погибло.

## В искусстве
В начальных титрах фильма Антониони «Ночь» (1960) зеркальные поверхности башни Пирелли, в которых отражается центр Милана, представлены как ёмкий образ современного, обесчеловеченного мира.